# La ley del menor
La ley del menor (en inglés: The Children Act) es una novela del escritor inglés Ian McEwan publicada en el Reino Unido por Jonathan Cape el 2 de septiembre de 2014. El título es una referencia a la Ley de Infancia de 1989, una ley del parlamento del Reino Unido. El libro ha sido comparado con Casa desolada de Charles Dickens, con escenarios y líneas iniciales similares. 

## Trama
Fiona Maye es una respetada jueza del Tribunal Superior especializada en derecho de familia, que vive en Gray's Inn Square. Mientras revisa un caso, se le acerca su esposo, Jack, quien le dice que debido a su falta de intimidad física le gustaría tener, con su permiso, una relación sexual extramatrimonial. Fiona se niega a aceptar los términos planteados por Jack. Fiona había desarrollado un horror al cuerpo después de presidir un caso en el que dictaminó que gemelos siameses debían ser separados a pesar del hecho de que uno de ellos moriría debido a su veredicto. Si bien sus compañeros elogiaron su elegante solución al caso, Fiona está preocupada en privado por ello y, sin embargo, se niega a compartir este detalle con Jack. En medio de su disputa, Fiona recibe una llamada sobre un caso de emergencia de un joven adolescente con leucemia que rechaza una transfusión de sangre como miembro de los testigos de Jehová. Jack sale del apartamento.
Al ir a trabajar, Fiona se encuentra reflexionando sobre su matrimonio y su falta de hijos (en parte debido a su dedicación a su carrera). Impulsivamente decide cambiar las cerraduras de su casa a pesar de saber que eso es ilegal. Al regresar a casa se da cuenta de que Jack no ha regresado ni ha intentado comunicarse con ella.
Al día siguiente, Fiona escucha los argumentos del caso que involucra a Adam, el joven testigo de Jehová. Como faltan sólo tres meses para que cumpla 18 años, Fiona decide visitarlo en el hospital para intentar determinar si es capaz de negarse al tratamiento o no. Ella lo considera un chico precoz y amable y él le lee poesía y toca una melodía en su violín con ella, mientras Fiona se une a él cantando mientras él toca en un bis. Al regresar a la corte, ella decide que se le permita al hospital administrarle la transfusión de sangre. Sintiéndose eufórica por su decisión, camina a casa y, al regresar, descubre que Jack ha regresado sintiéndose tonto por sus intentos de abandonarla. Fiona se da cuenta de que todo volverá a la normalidad eventualmente y finalmente se siente decepcionada de que él haya regresado en un momento en el que ella era feliz y realmente esperaba estar sola.
Meses después el matrimonio de Fiona sigue tenso. Ella comienza a recibir cartas, primero en su trabajo y luego en su departamento, de Adam Henry, diciéndole que ahora está agradecido por su decisión y que ve la hipocresía en sus padres y se ha desilusionado con la religión. Fiona decide ignorar las cartas. Cuando viaja a Newcastle para supervisar los casos locales, se sorprende al descubrir que Adam la ha seguido hasta allí, desesperado por hablar con ella. Adam finalmente confiesa que se ha ido de casa y quiere vivir con Fiona. Ella rechaza su petición y le dice que llame a su madre. Después de arreglar un taxi y un billete de tren, ella va a besarlo en la mejilla para despedirse, pero los dos terminan besándose en los labios. En pánico después del beso, Fiona llama a su marido para organizar la cena cuando regrese y los dos comienzan a reconciliarse.
Al regresar a casa, Fiona y Jack poco a poco se van acercando más el uno al otro. Fiona recibe otra carta de Adam, un poema religioso, que implica que él piensa en ella como Satanás por tentarlo para que se aleje de la religión y haya regresado a la fe. Al igual que sus otras cartas, Fiona la ignora.
Fiona se prepara para un concierto de Navidad que realizará ante sus colegas. La noche antes del concierto ella y Jack se reconcilian con un beso y prometen dedicarse nuevamente el uno al otro. Al ir al concierto, antes de actuar, Fiona se entera de que Adam ha muerto después de que su leucemia regresara y él rechazara el tratamiento, siendo ahora mayor de edad. Fiona actúa en el concierto y luego corre a casa. Cuando Jack regresa, ella le cuenta el caso, el beso y su muerte, sintiéndose culpable por besar a Adam y luego rechazarlo, lo que provocó que regresara a sus convicciones religiosas. Ella se queda dormida llorando en su propia cama, pero cuando se despierta, Jack la ha seguido y le promete amarla mientras ella revela más detalles sobre su culpa.

## Inspiración
McEwan explica su inspiración en un ensayo que escribió para The Guardian que comienza:
"Hace unos años me encontré cenando con un puñado de jueces -un tribunal es el sustantivo colectivo-. Estaban hablando de trabajo y yo resistía cortésmente el impulso de tomar notas... ¡Qué fácil, pensé en ese momento, podría confundirse este tribunal con un grupo de novelistas que discutían el trabajo de los demás, reservando las críticas más duras para aquellos lo suficientemente tontos como para estar ausentes. En un momento dado, nuestro anfitrión, Sir Alan Ward, un juez de la corte de apelaciones, que quería resolver un pequeño desacuerdo, se levantó y sacó de un estante un volumen encuadernado de sus propias sentencias. Una hora más tarde, cuando nos levantamos de la mesa para tomar café, ese libro estaba abierto sobre mi regazo. Fue la prosa lo que me impactó primero. Limpia, precisa, deliciosa. Seria, por supuesto, compasiva en algunos puntos, pero acechando dentro de su inteligencia había algo así como humor, o ingenio, derivado tal vez de su distancia divina, que a su vez me recordó la omnisciencia de un novelista".  

## Recepción
En The Omnivore, según las reseñas de la prensa británica, el libro recibió una "omniscore" de 3 sobre 5.   En la edición de noviembre/diciembre de 2014 de Bookmarks, una revista que recopila reseñas de libros realizadas por críticos, el libro recibió una calificación de 3 sobre 5, con un resumen que dice: "Los críticos estaban profundamente divididos sobre lo último de McEwan: USA Today lo elogió como una "novela inteligente y elegante", mientras que el Miami Herald se quejó de que su "principal argumento de venta es su misericordiosa brevedad".  A nivel mundial, Complete Review dice sobre el consenso "No hay consenso en absoluto: aquellos que piensan que se trata más de Fiona lo prefieren a los que piensan que se trata del caso legal / moral en cuestión". 
Las críticas fueron mixtas:
- Kate Kellaway, de The Guardian, considera que se trata de "la mejor novela que ha escrito desde On Chesil Beach " y continúa diciendo: "Nos lleva en una dirección y luego nos señala otra. Y lo que uno aprecia especialmente es su capacidad de dar un giro de 180 grados, de cambiar todo en una frase o en una palabra bien colocada. Desde el comienzo de esta novela magistral, hay una sensación más amplia, mientras Fiona yace en su chaise longue, de que un equilibrio elegantemente establecido está a punto de tambalearse" y concluye: "Nos mantiene tensos en suspenso, todo depende de la decisión de Fiona sobre el chico. Y no estropearé la trama si digo que se trata de una novela que, sobre todo, considera lo que podría significar ser salvado, y no en el sentido en que los testigos de Jehová han reivindicado la palabra". [8]
- A Tessa Hadley, que también escribe en The Guardian, le gusta la presentación que hace la novela de "una sucesión de casos particulares de la división familiar en todos sus fascinantes detalles, junto con los precedentes legales y las cuestiones que plantean", pero se queja de que "las digresiones hacen que el flujo de la vida en The Children Act parezca extrañamente vacilante y, aunque la trama es intrincada, no hay nada en la escritura de la vida privada de Fiona que sea tan interesante como los argumentos legales... El problema es que la prosa de la novela no parece tanto imitar el flujo de la experiencia de Fiona, como ofrecer un resumen bastante pedestre". [9]
- James Walton, en The Telegraph, critica a McEwan y concluye que "según mi opinión, hay al menos tres giros sumamente inverosímiles en su esfuerzo, con resultados decrecientes, por convertir The Children Act en una novela. Ninguno está justificado ni por su evidente deseo de recordarnos la molesta persistencia de la religión ni por la esterilidad de Fiona, que a menudo es un signo de la incompletitud humana en su obra. El libro sigue conteniendo mucha escritura buena y típicamente precisa... Sin embargo, al final -especialmente dada la elección de los testigos de Jehová como objetivo principal- persiste la sensación de que el considerable poder intelectual y literario de McEwan se está utilizando aquí para poco más que pescar en un barril". [10]
- Sam Leith escribe en Literary Review : "La mano del escritor está siempre presente: eres consciente de la hábil combinación de temas que McEwan hace: la paternidad, la responsabilidad moral, la austeridad de la ley y el desorden de la vida, el poder conmovedor del arte (la poesía del niño; la forma de tocar el piano de Fiona), etcétera. Nunca desciende a ser una novela de tesis, pero definitivamente eres consciente de que McEwan mueve las piezas en el tablero de ajedrez. Escena tras escena, The Children Act es sólida y plausible. La prosa de McEwan tiene toda la maestría serena a la que sus lectores se han acostumbrado. La propia Fiona está completamente realizada, y la descripción de la fisura en su matrimonio es completamente convincente y está bien desarrollada. Pero Adam, al menos en mi opinión, es menos redondo y la conexión entre los dos lados de la historia parece voluntaria en lugar de orgánica. Todo el conjunto sigue pareciendo, según los más altos estándares del propio Ian McEwan, un poco débil". [1]
- Cressida Connoelly en The Spectator fue aun más negativa, con el eslogan "Improbable, poco convincente y perezoso: lo último de Ian McEwan es imperdonable... La caracterización es escasa y la escritura pobre, y nunca le da una oportunidad a la religión" [11]
- Nick Romeo en The Daily Beast también se mostró negativo: "Parece contemplar a sus personajes más que habitarlos, y esto crea una distancia estéril, una sensación de leer un resumen de la desgracia de otros. Su caso parece uno más entre muchos, no fundamentalmente diferente de los que ella analiza. La historia es esquemática y artificial en lugar de palpable y vivida". [12]
- Si bien algunos críticos británicos criticaron al autor por cierto didactismo en su deseo de socavar la religión,[13] la prensa francesa elogió unánimemente la sutileza y la fuerza de la novela de Ian McEwan. François Busnel resume esta acogida favorable al final de su artículo en Express, escribiendo: “Exactitud. Precisión. Elegancia. McEwan domina y controla sus frases como ningún otro. Y crea un malestar, formidable y soberbio, que crece hasta la última página." [14]

## Adaptación cinematográfica
En 2017 se estrenó una adaptación cinematográfica de la novela. Está dirigida por Richard Eyre y protagonizada por Emma Thompson y Stanley Tucci.  